# Helen Murray Free
Helen Murray Free (Pittsburgh, 20 febbraio 1923 – Elkhart, 1º maggio 2021) è stata una chimica statunitense, nota soprattutto per aver rivoluzionato molti sistemi di autoanalisi in vitro per il diabete e altre malattie, mentre lavorava presso i Miles Laboratories. I test sono commercializzati ancora oggi con i test del sangue come Ascensia Diabetes Care e i test delle urine con Siemens Healthineers. Le pionieristiche strisce dip-and-read hanno permesso di rendere i test più convenienti ed efficienti e hanno ridotto la dipendenza dei medici e dei pazienti dai laboratori per i risultati, nonché il costo dei test.

## Primi anni e formazione
Hellen Free nacque a Pittsburgh, in Pennsylvania, il 20 febbraio 1923. Suo padre, James S. Murray, lavorava come venditore di carbone; sua madre, Daisy Piper Murray, morì durante un'epidemia di influenza quando lei aveva sei anni.
Ha ricevuto la sua prima istruzione nelle scuole pubbliche di Youngstown, Ohio, e si è diplomata nel 1941 come valedictorian della Poland Seminary High School. Mentre partecipava a un campo estivo presso il College of Wooster, decise di frequentare il Wooster. Molto influenzata dalla sua insegnante di inglese del liceo, inizialmente intendeva specializzarsi in inglese e latino nella speranza di diventare insegnante; ma questi piani cambiarono presto. Nel dicembre 1941, quando Pearl Harbor fu bombardata, molti giovani si arruolarono o furono arruolati nell'esercito. Come conseguenza del posto vacante nelle “discipline dominate dagli uomini”, le donne furono incoraggiate a intraprendere carriere scientifiche. Di conseguenza la Free cambiò la sua specializzazione in chimica, dove ottenne un Bachelor of Science nel 1944. Ha definito il suo passaggio alla chimica come la “cosa più fantastica” che le sia mai capitata.

## Carriera
La carriera della Free iniziò ancor prima di completare la sua formazione universitaria. Durante l'ultimo anno a Wooster si interessò alla Koppers Chemical Company di Orrville, Ohio. Però rifiutò dopo aver verificato che il suo lavoro sarebbe stato quello di testare il creosoto in cui venivano immersi i pali delle recinzioni prima di essere venduti alle aziende agricole locali. Si rivolse quindi a una borsa di studio per la ricerca presso il Mellon Institute (che oggi è la Università Carnegie Mellon). In attesa di una risposta, uno dei suoi professori di chimica le organizzò un colloquio presso i Miles Laboratories. Le fu offerta una posizione, ma dopo essersi documentata su ciò che avrebbe comportato il suo lavoro, non si dimostrò più interessata e decise di dedicarsi alla ricerca. Senza risposta da parte dell'Istituto Mellon, accettò con riluttanza l'offerta della Miles. Dopo essersi laureata a Wooster, Free iniziò subito a lavorare come chimico del controllo di qualità la Miles Laboratories, conosciuta come la creatrice dell'Alka-Seltzer, che si occupava di testare la qualità degli ingredienti della linea di vitamine dell'azienda. La sua aspirazione a fare ricerca, tuttavia, fu finalmente soddisfatta. Quando Alfred Free ebbe un posto vacante nel suo gruppo di ricerca biochimica, lei fece un colloquio e occupò la posizione. Non sapeva che sarebbero diventati partner di ricerca per tutta la vita. Si sarebbero sposati due anni dopo, nel 1947.
All'inizio fecero ricerche su diversi antibiotici, prima di passare ai sistemi di reagenti a secco. Il primo compito di Alfred e del suo team fu quello di perfezionare Clinitest per renderlo più sensibile. Clinitest era una compressa che misurava i livelli di glucosio nelle urine dei pazienti diabetici, quando una soluzione diluita di urina veniva sottoposta a una compressa. Il cambiamento di colore risultante era in grado di determinare i livelli di glucosio corrispondenti del paziente. Il team sviluppò anche l'Acetest, un altro test in compresse per il diabete. Continuando con questa tendenza di consentire l'esecuzione di test clinici sotto forma di compresse, il team creò l'Ictotest, che analizzava l'epatite A. Questo test era in grado di rilevare chimicamente la presenza di bilirubina nelle urine, che era indicativa della presenza della malattia.
Fu lo sviluppo dell'Ictotest a far riflettere i coniugi Free. La Free lavorò con suo marito per rendere i test ancora più convenienti delle compresse, creando delle strisce. Il duo preparò Clinistix (il famoso test “dip-and-read”) nel 1956. Si trattava della prima striscia diagnostica dip-and-read per il monitoraggio del glucosio nelle urine. In seguito, lavorarono per sviluppare altre strisce in grado di testare gli indicatori chiave delle malattie, come le proteine e i chetoni. Alla fine riuscirono a creare Multistix, che consentiva un'analisi delle urine che combinava più test in un'unica striscia. Lo fecero creando una barriera impermeabile tra i reagenti multipli sulla striscia. Furono sviluppate e introdotte sul mercato diverse altre strisce reattive, tra cui Uristix, Ketostix, Dextrostix, Labstix e il prodotto ancora attuale, il Multistix.
La Free si trasferì nel Dipartimento di Crescita e Sviluppo nel 1969, per poi diventare direttore dei Sistemi di Test Speciali sette anni più tardi. È stata Direttore dei Servizi di Marketing per la Divisione Prodotti di Ricerca quando la Bayer Diagnostics acquisì la Miles nel 1978.
La Free ha anche conseguito un Master of Arts in management (amministrazione sanitaria) presso la Central Michigan University (1978) e ha lavorato come professore aggiunto di management presso l'Indiana University South Bend.
Nel 1975 aveva ottenuto sette brevetti per i suoi miglioramenti nei test medici e clinici dell'urina. In quell'anno lei e suo marito furono coautori del loro secondo libro, Urinalysis in Laboratory Practice, che è ancora un'opera di riferimento nel settore. Si è ritirata nel 1982, ma ha continuato a lavorare come consulente per Bayer Diagnostics a Elkhart, Indiana.

### Gli ultimi anni
Dopo il suo pensionamento la Free è diventata una promotrice attiva dell'educazione scientifica. Ha dedicato particolare attenzione all'educazione delle donne e degli studenti svantaggiati, attraverso programmi come “Kids & Chemistry” e “Expanding Your Horizons”.

## Vita privata
Nel 1947 sposò Alfred Free, un collega ricercatore nel campo dell'analisi delle urine. Hanno avuto 6 figli: Eric, Kurt, Jake, Bonnie, Nina e Penny. Ha inoltre aiutato a crescere tre figliastri: Charles, Jane e Barb.
È morta il 1 maggio 2021, in una struttura di ricovero a Elkhart, a 98 anni, a causa delle complicazioni di un ictus.

## Premi e onorificenze
Nel 1980 ha conseguito la Medaglia Garvan-Olin, conferita alle donne per il loro servizio nel campo della chimica. Nel 1996 ha conseguito il Premio Kilby alla carriera.
Nel 1990 è stata presidente dell'Associazione Americana per la Chimica Clinica. Sedici anni dopo, ha conseguito il prestigioso premio per gli eccezionali contributi alla chimica clinica.
Nel 1993 è stata eletta Presidente dell'American Chemical Society. Come presidente considerava la sua priorità principale quella di sensibilizzare l'opinione pubblica sul ruolo positivo che la chimica ha svolto nella nostra vita. L'ACS ha istituito un premio in suo onore, il Helen M. Free Award for Public Outreach.
Nel 2000, è stata inserita nella National Inventors Hall of Fame. Un decennio dopo è stata insignita della Medaglia Nazionale della Tecnologia e dell'Innovazione da Barack Obama.
Il lavoro di Helen e Al Free nello sviluppo di strisce di test diagnostici è stato designato National Historic Chemical Landmark dall'American Chemical Society il 1º maggio 2010, presso l'ETHOS Science Center di Elkhart, Indiana. Un anno dopo è stata inserita nella National Women's Hall of Fame.

## Brevetti
- (EN)  Alfred H Free-Helen M Free, Helen Murray Free, Test chimico per la differenziazione dei leucociti dagli eritrociti,  3,087,794, USA (1960). URL consultato il 22 dicembre 2024.

Method and Device for Early Signal Attenuation Using Blood Glucose Measurements 
- (EN)  Helen Murray Free, Helen Murray Free, Indicatore per il rilevamento del glucosio,  US20100191472A1, USA (2009).